# Danaë (Titien, Saint-Pétersbourg)
Danaë est une peinture à l'huile sur toile  de 120 × 187 cm, réalisée par l'atelier de Titien en 1554, et conservée au musée de l'Ermitage à Saint-Pétersbourg.

## Attribution
Il s'agit d'une des nombreuses versions peintes par Titien et son atelier. Le sujet a eu un succès évident : après la première Danaé, conservée au musée de Capodimonte de Naples, il a été suivi par beaucoup d'autres.
Par rapport aux autres versions, il est évident que la qualité est ici moindre. Il suffit de regarder le visage déformé de Danaé, la vieille femme maintenant réduite à une figurine, le traitement des cheveux et d'autres caractéristiques. Vittorio Sgarbi a marqué récemment comme résultat d'une « excitation incontrôlée » l'attribution de cette peinture à Titien, « en dépit de l'opposition des grands spécialistes du maître, avec une servante si maladroite que même indigne de l'atelier ». Charles Hope fait partie de ces spécialistes. Il a qualifié l'ouvrage de « pastiche tardive ».

## Autres versions

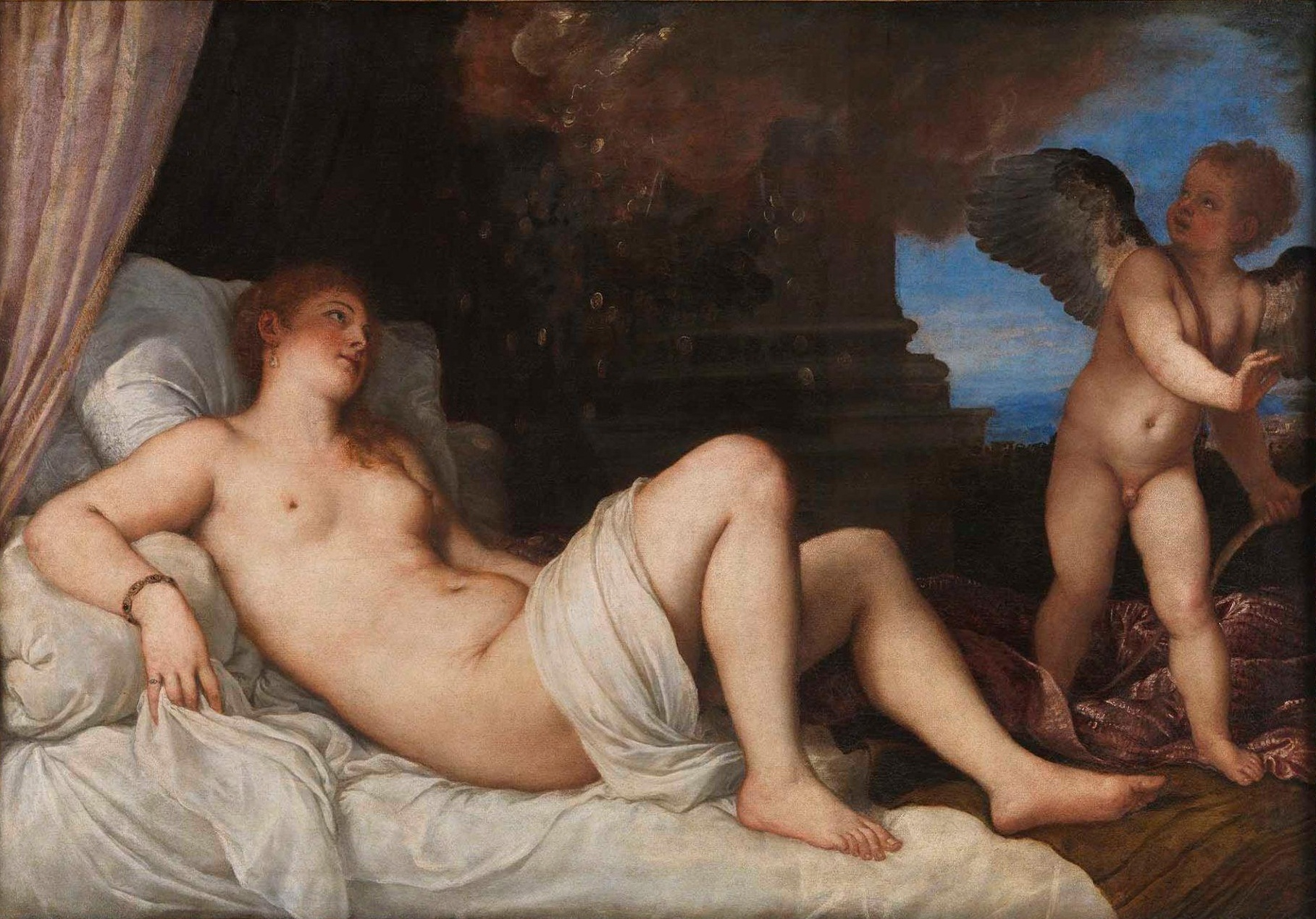
(1545) - Naples, Musée de Capodimonte.
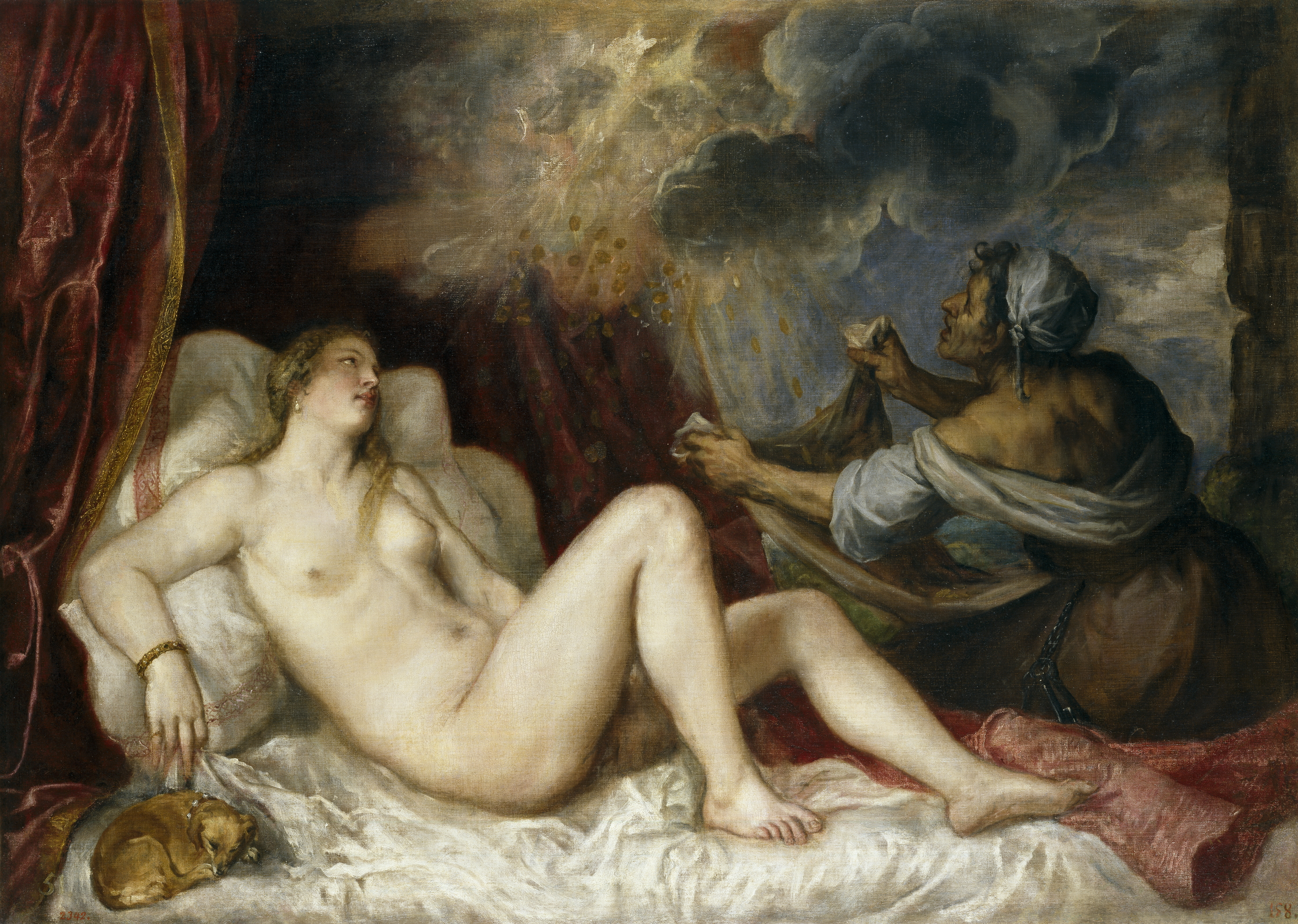
Version de 1553 - Madrid, Musée du Prado.
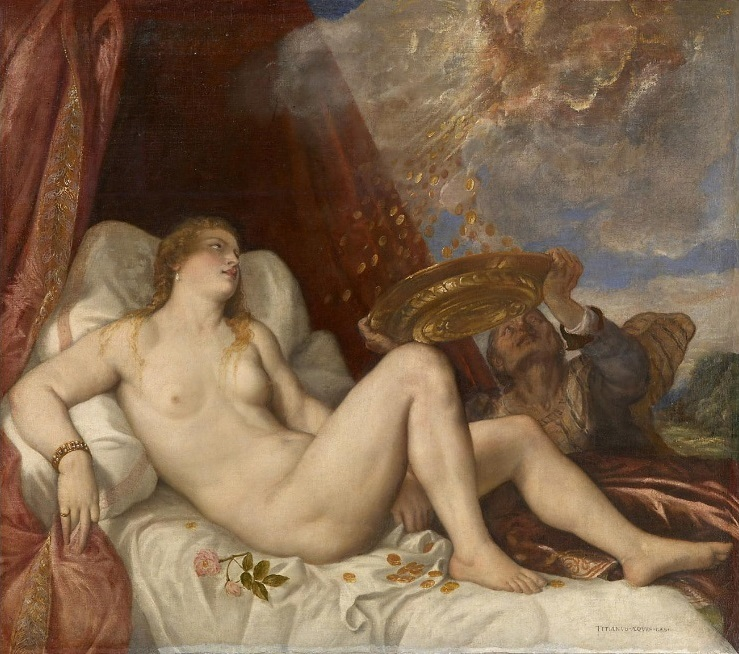
(1554) - Vienne, Kunsthistorisches Museum.

Et encore :
- Danaë, New York, Collection Gollovin.
- Danaë, New York, Collection Hickox.